# 科學計算機
科学计算器是电子计算器中的一类产品，用于教育和专业领域，拥有许多一般电子计算器没有的功能，科学计算器分为桌面式与便捷式，它的出现取代了计算尺。
科学计算器被广泛运用于那些需要快速算出某些数学函数的情况，例如三角函数或对数。它们也被用于计算极大或极小的数字，也被用于天文学、物理学和化学的某些领域，同时，科学计算器也被用在从初中到大学的数学课中。

## 图集

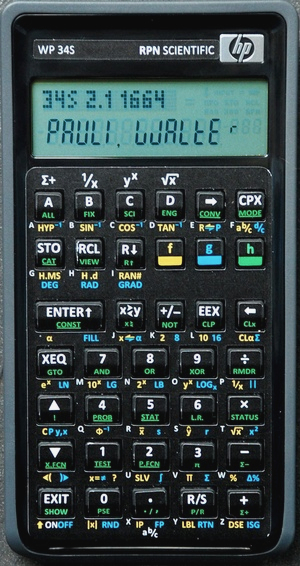
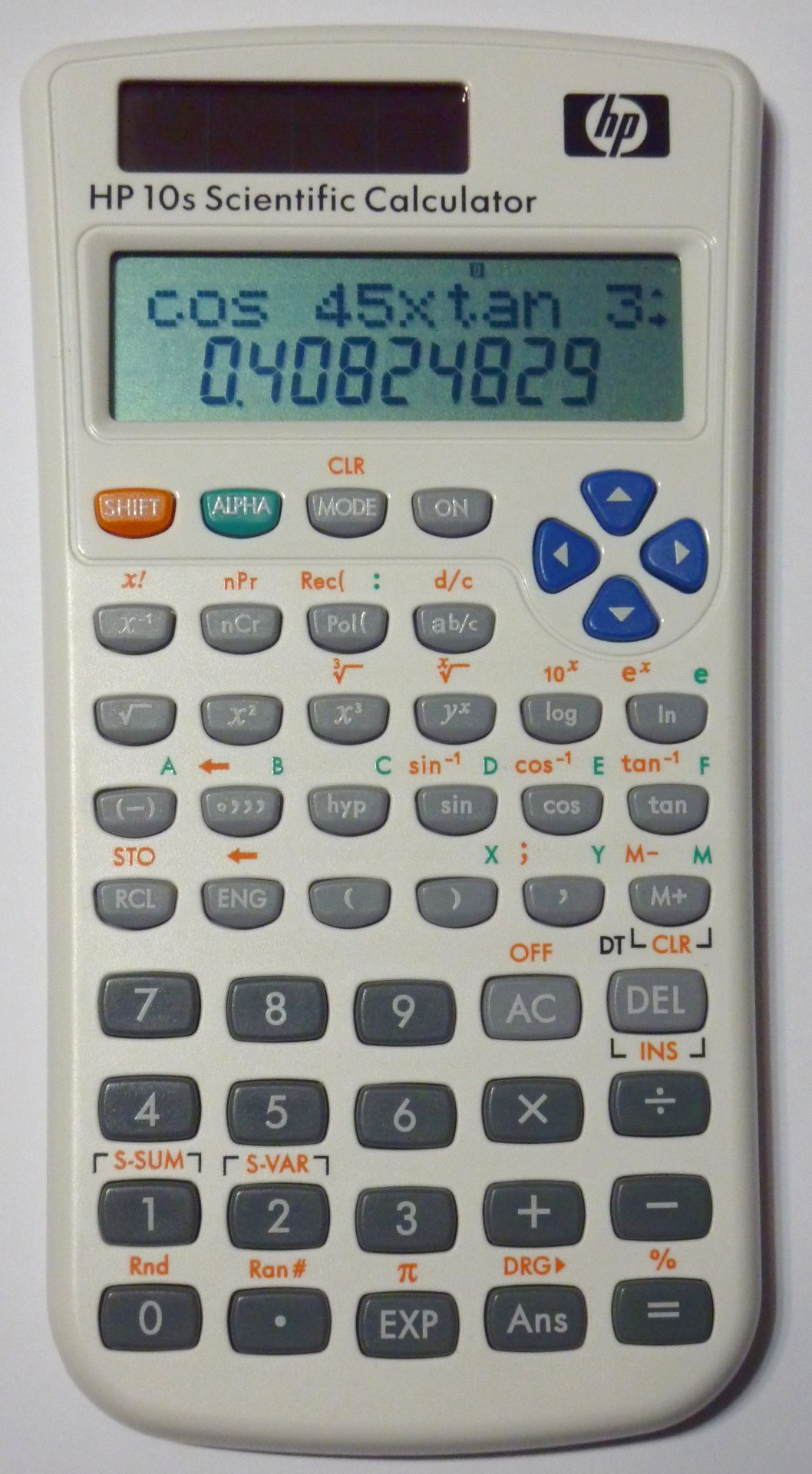
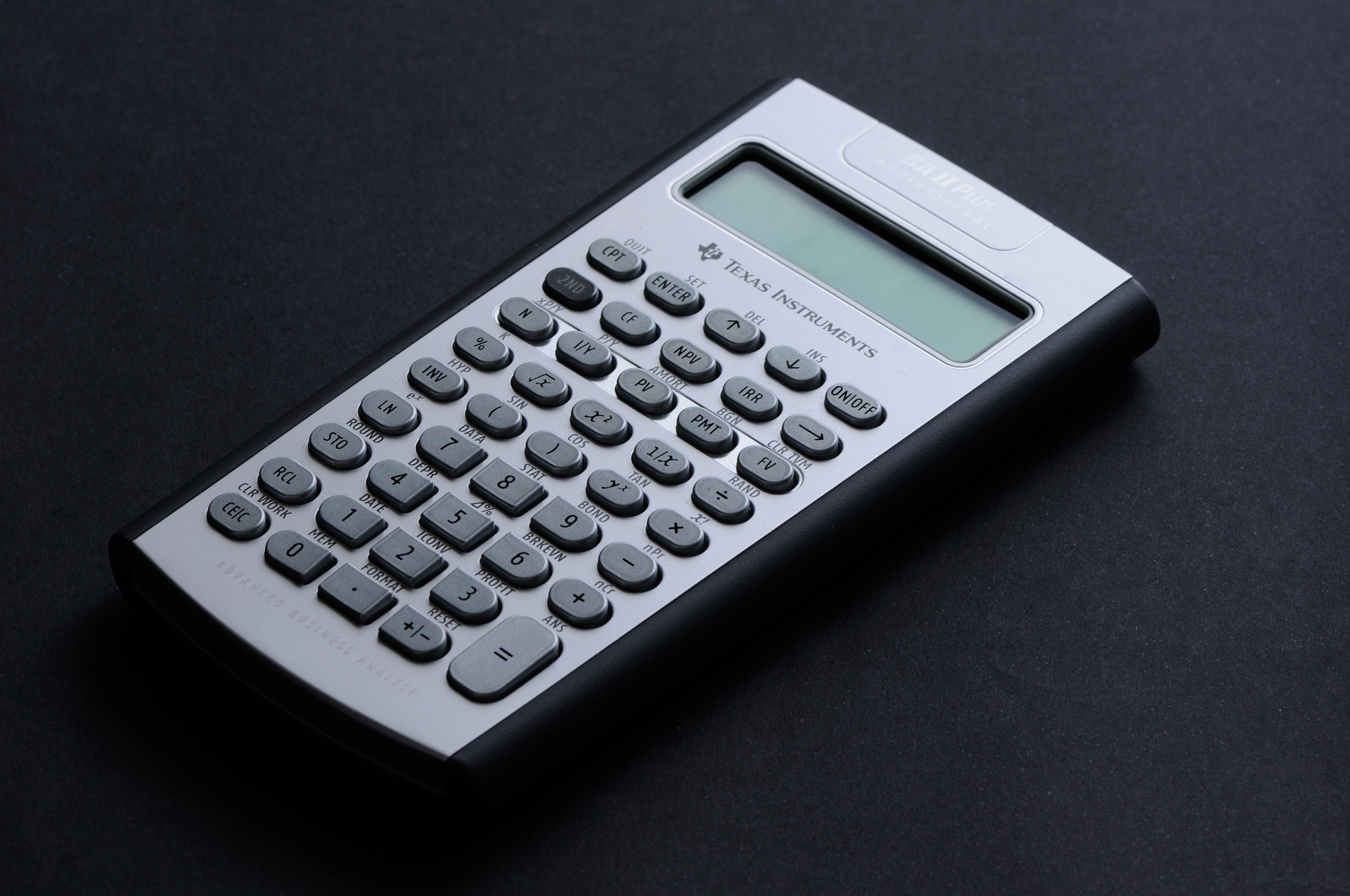
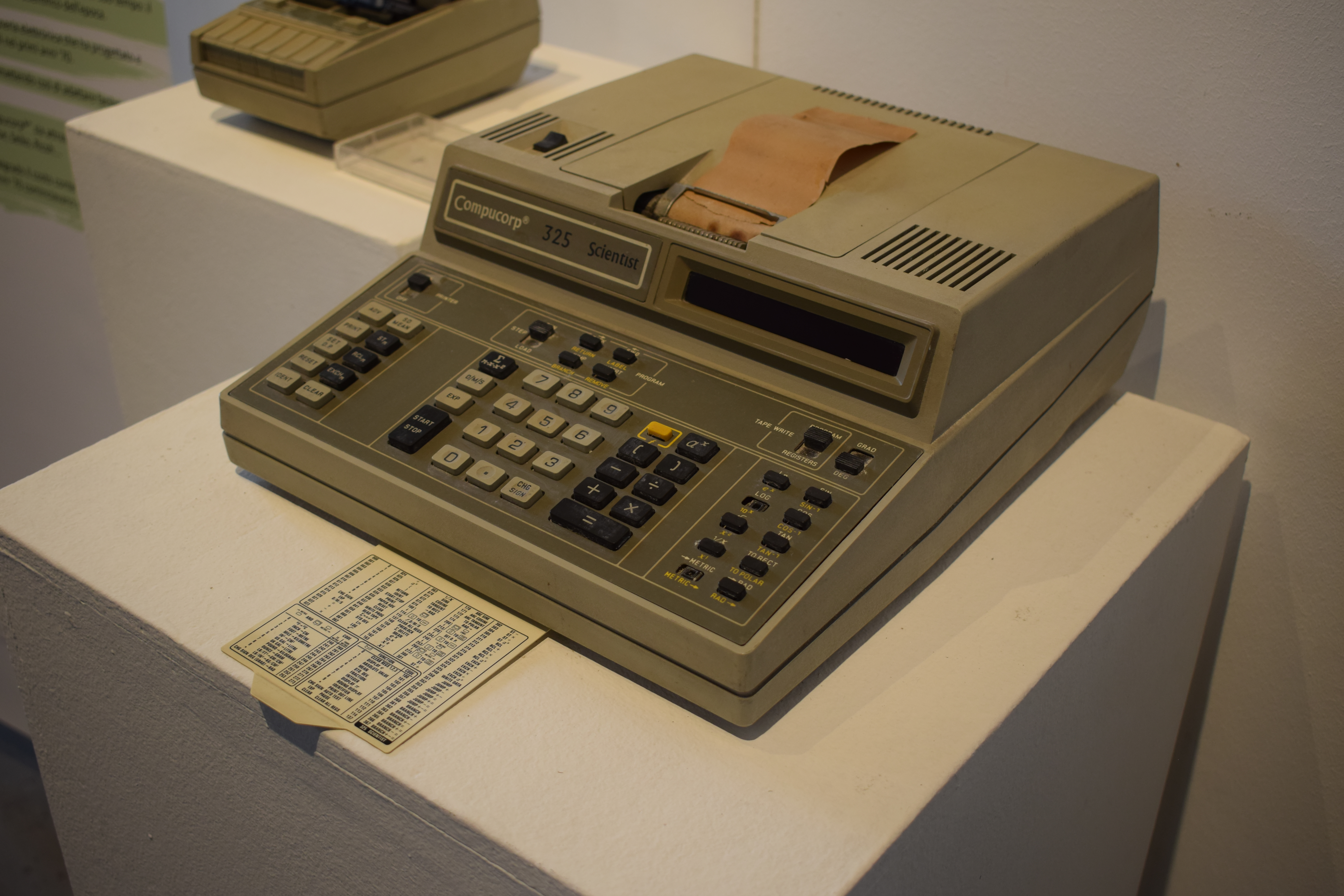

## 引用
1. 1 2  Kissane, Barry. . Southeast Asian Mathematics Education Journal. 2016-12-27, 6 (1)  [2022-06-03]. ISSN 2721-8546. doi:10.46517/seamej.v6i1.38. （原始内容存档于2022-06-24） （英语）.
2. ↑   (PDF). Mathematics Connection.
3. ↑  . www.proquest.com.   [2022-06-03]. （原始内容存档于2022-06-09） （英语）.
4. ↑  . Homo Ludditus. 2019-02-10  [2022-06-03]. （原始内容存档于2022-06-14） （美国英语）.